# Avalanche (film, 2020)
Pour les articles homonymes, voir Avalanche (homonymie).
Pour plus de détails, voir Fiche technique et Distribution.
Avalanche (titre original en anglais : One of These Days) est un film germano-américain, réalisé par Bastian Günther, présenté en 2020 lors de la 70e édition de la Berlinale. Le film est inspiré d’un fait réel.

## Synopsis
Chaque année, un concessionnaire d'une petite ville de Louisiane organise une compétition pour gagner une voiture. Le concours consiste à poser ses mains sur le véhicule sans jamais lâcher, hormis quelques pauses autorisées, jusqu'à épuisement. Le dernier encore debout remporte l'objet de la compétition, un pick-up Chevrolet Avalanche. En parallèle, tout une structure publicitaire est organisée autour de l'évènement, avec spectateurs, festivités et diffusion dans les médias. Vingt concurrents se présentent, mais la chaleur et la fatigue excitent leur nervosité. Au fil du temps, l'ambiance dégénère en pugilat jusqu'au drame.
Le film met en scène un « jeux du cirque » moderne, réel celui-là, et dresse un portrait peu reluisant d’une Amérique profonde dépressive pour laquelle la possession d’une automobile de luxe reste la seule alternative à ses yeux pour se sentir exister.

## Fiche technique
- Titre : Avalanche
- Titre original : One of These Days
- Réalisation : Bastian Günther
- Directeur de la photographie : Michael Kotschi (de)
- Montage : Anne Fabini
- Décors : Joseph Cassady Harris
- Costumes : Chelsea DeScenna
- Producteur : Martin Heisler (de)
- Sociétés de production : Flare Film, Green Elephant Films, Arte
- Distributeur : Gravitas Ventures
- Pays d'origine : États-Unis, Allemagne
- Format : Couleur — 1:2,39 — DCP 2K
- Genre : Drame
- Durée : 112 minutes
- Dates de sorties :
  - Berlinale : 22 septembre 2020
  - Allemagne : 19 mai 2022

## Distribution
Sauf indication contraire, les informations mentionnées dans cette section peuvent être confirmées par les bases de données cinématographiques IMDb et TMDB,  présentes dans la section « Liens externes ».
- Carrie Preston : Joan Dempsey
- Joe Cole : Kyle Parson
- Callie Hernandez : Maria Parsons
- Cullen Moss : Chris
- Jesse C. Boyd (af) : Kevin
- Lucy Faust (en) : Peggy
- Devyn A. Tyler : Deandra
- Cory Scott Allen : Peter
- Jared Bankens : Randy
- Lynne Ashe : Ruthie
- Ritchie Montgomery : Clint
- Clyde Jones : Brian
- Billy Slaughter (en) : officier Schroeder
- Sam Malone : Ronny
- Lara Grice (en) : Leslie
- Carl Palmer : Walter
- Chris Gann : Lenny
- Gail Cronauer (en) : Martha
- Douglas M. Griffin : Bubba Boudreaux
- April Hartman : Sam
- Donna DuPlantier : Kathy
- Susan McPhail : Mary
- Jacinte Blankenship : Tyra
- Alexander Biglane : Pock
- Amy Le : Lynn
- Armando Leduc : Luis
- Jaren Mitchell : arbitre
- Michael Krikorian : interviewer
- Michael Scott : Zach
- Jamie Gliddon : officier Stevenson
- Idella Johnson : policière
- Rachel Whitman Groves : copine de Ruthie
- Gretchen Koerner : Pat
- Randy Austin : Officier Thorton
- Ned Yousef : ouvrier
- Michael Harrity : Richard
- Jason Edwards : arbitre
- Evan Henderson : Derek
- Shawn Sanz : Ruben
- Ray Gaspard : arbitre
- Gerald Brodin : pasteur
- Mike Young : mari de Lynn
- Dee Lucroy Dempsey : amie de Ruthie
- Sherri Swanson : Martha
- Adam Cope : Lance
- Lane Alexander : Cory
- David Welch : Eddie

## Récompenses
- Festival du cinéma allemand de Ludwigshafen-sur-le-Rhin 2021[2].
  - Nomination au Prix de l'Art cinématographique
  - Prix du meilleur réalisateur pour Bastian Günther